# Football-Club Bulle 2021-2022
Questa voce raccoglie le informazioni riguardanti il Football-Club Bulle nelle competizioni ufficiali della stagione 2021-2022.

## Stagione
Nella stagione 2021-2022 il Bulle, allenato da Lucien Dénervaud, concluse il campionato di Prima Lega al 3º posto, vinse i play-off e fu promosso in Promotion League. In Coppa Svizzera il Bulle fu eliminato al secondo turno dal Losanna.

## Rosa
| N. |                     | Ruolo | Calciatore                 |
| -- | ------------------- | ----- | -------------------------- |
| 1  | Svizzera (bandiera) | P     | Killian Ropraz             |
| 3  | Svizzera (bandiera) | D     | Arthur Ndebele             |
| 4  | Svizzera (bandiera) | D     | Florent Genoud             |
| 7  | Svizzera (bandiera) | C     | Baptiste Bersier           |
| 10 | Francia (bandiera)  | A     | Sofien Benbachir           |
| 10 | Svizzera (bandiera) | A     | Robin Golliard             |
| 11 | Svizzera (bandiera) | C     | Vedad Efendić              |
| 12 | Svizzera (bandiera) | D     | Eron Brahimaj              |
| 12 | Svizzera (bandiera) | C     | Liburn Azemi               |
| 13 | Marocco (bandiera)  | C     | Akrame Al Jabouri          |
| 15 | Francia (bandiera)  | D     | Jules Desportes            |
| 15 | Svizzera (bandiera) | C     | Nicolas Schneuwly          |
| 16 | Svizzera (bandiera) | D     | Maxime Afonso              |
| 17 | Svizzera (bandiera) | D     | Rogerio Sumbula            |
| 18 | Svizzera (bandiera) | P     | Davide von Andrian Werburg |
| 19 | Svizzera (bandiera) | C     | Aggee Wenzi                |

| N. |                         | Ruolo | Calciatore            |
| -- | ----------------------- | ----- | --------------------- |
| 20 | Svizzera (bandiera)     | D     | Jospin Edoh           |
| 21 | Svizzera (bandiera)     | D     | Luca Chatelain        |
| 22 | Capo Verde (bandiera)   | D     | Patrick dos Santos    |
| 23 | Svizzera (bandiera)     | D     | Rúben da Mata         |
| 23 | Svizzera (bandiera)     | D     | Braima Gafner         |
| 25 | Svizzera (bandiera)     | A     | Arthur Deschenaux     |
| 26 | Svizzera (bandiera)     | P     | Alexis Gapany         |
|    | Svizzera (bandiera)     | P     | Dany Da Silva         |
|    | Svizzera (bandiera)     | D     | Noah Murith           |
|    | Svizzera (bandiera)     | C     | Valentin Carro        |
|    | Portogallo (bandiera)   | C     | Goncalo Esteves Gazua |
|    | Svizzera (bandiera)     | C     | Patrice Julan         |
|    | RD del Congo (bandiera) | C     | Gaylor Mubiey         |
|    | Francia (bandiera)      | C     | Samuel Nsenda         |
|    | Svizzera (bandiera)     | A     | Thomas Alonso         |

## Organigramma societario
Area tecnica
- Allenatore: Lucien Dénervaud
- Allenatore in seconda: François Bonetti
- Preparatore dei portieri:
- Preparatori atletici:

## Calciomercato

### Sessione estiva
| Acquisti | Acquisti                   | Acquisti           | Acquisti |
| R.       | Nome                       | da                 | Modalità |
| -------- | -------------------------- | ------------------ | -------- |
| D        | Florent Genoud             | Young Boys U18     |          |
| C        | Akrame Al Jabouri          | Neuchâtel Xamax II |          |
| A        | Pedro Obama                | Azzurri 90         |          |
| P        | Davide von Andrian Werburg | Neuchâtel Xamax II |          |
| C        | Nicolas Schneuwly          | Düdingen           |          |

| Cessioni | Cessioni     | Cessioni                  | Cessioni |
| R.       | Nome         | a                         | Modalità |
| -------- | ------------ | ------------------------- | -------- |
| A        | Luis Almeida | La Tour/Le Pâquier        |          |
| P        | Maxime Peiry | AS Haute-Broye            |          |
| C        | Loan Grumser | Châtel-St-Denis           |          |
| C        | Kokou Hounga | Team AFF-FFV Fribourg U18 |          |
| C        | Evan Melo    | Köniz                     |          |
| A        | Andi Ukmata  | Bavois                    |          |

### Sessione invernale
| Acquisti | Acquisti        | Acquisti             | Acquisti |
| R.       | Nome            | da                   | Modalità |
| -------- | --------------- | -------------------- | -------- |
| P        | Dany Da Silva   | Stade Lausanne-Ouchy |          |
| C        | Samuel Nsenda   | Schönberg            |          |
| D        | Jules Desportes | Echallens            |          |

| Cessioni | Cessioni    | Cessioni      | Cessioni |
| R.       | Nome        | a             | Modalità |
| -------- | ----------- | ------------- | -------- |
| A        | Pedro Obama | Farvagny/Ogoz |          |

## Risultati

### Prima Lega

#### andata
| Bulle 21 agosto 2021, ore 17:00 CEST 1ª giornata            | Bulle     | 2 – 0 referto | Team Vaud | Stade de Bouleyres (318 spett.) |
| \| \| \| \| \| Efendić 42’ Chatelain 55’ \| Marcatori \| \| |           |               |           |                                 |
|                                                             |           |               |           |                                 |
| Efendić 42’ Chatelain 55’                                   | Marcatori |               |           |                                 |

| Thun 28 agosto 2021, ore 19:00 CEST 2ª giornata              | Thun II   | 1 – 1 referto  | Bulle | Stockhorn Arena (150 spett.) |
| \| \| \| \| \| Matoshi 82’ \| Marcatori \| 47’ Deschenaux \| |           |                |       |                              |
|                                                              |           |                |       |                              |
| Matoshi 82’                                                  | Marcatori | 47’ Deschenaux |       |                              |

| Bulle 4 settembre 2021, ore 19:30 CEST 3ª giornata                          | Bulle     | 4 – 1 referto | La Sarraz-Eclépens | Stade de Bouleyres (308 spett.) |
| \| \| \| \| \| Bersier 30’, 50’, 90’ Genoud 37’ \| Marcatori \| 3’ Grand \| |           |               |                    |                                 |
|                                                                             |           |               |                    |                                 |
| Bersier 30’, 50’, 90’ Genoud 37’                                            | Marcatori | 3’ Grand      |                    |                                 |

| Trois-Chenes 11 settembre 2021, ore 19:00 CEST 4ª giornata                     | Chênois   | 1 – 2 referto             | Bulle | Stade des Trois-Chêne (212 spett.) |
| \| \| \| \| \| Bilalli 45’ (rig.) \| Marcatori \| 7’ Deschenaux 88’ Bersier \| |           |                           |       |                                    |
|                                                                                |           |                           |       |                                    |
| Bilalli 45’ (rig.)                                                             | Marcatori | 7’ Deschenaux 88’ Bersier |       |                                    |

| Bulle 22 settembre 2021, ore 20:15 CEST 5ª giornata | Bulle     | 1 – 0 referto | Meyrin | Stade de Bouleyres (460 spett.) |
| \| \| \| \| \| Deschenaux 45’ \| Marcatori \| \|    |           |               |        |                                 |
|                                                     |           |               |        |                                 |
| Deschenaux 45’                                      | Marcatori |               |        |                                 |

| Bulle 25 settembre 2021, ore 16:00 CEST 6ª giornata                                              | Bulle     | 6 – 0 referto | Martigny | Stade de Bouleyres (308 spett.) |
| \| \| \| \| \| Golliard 14’, 45’ Genoud 33’ Mata 81’ Alonso 83’ Benbachir 90’ \| Marcatori \| \| |           |               |          |                                 |
|                                                                                                  |           |               |          |                                 |
| Golliard 14’, 45’ Genoud 33’ Mata 81’ Alonso 83’ Benbachir 90’                                   | Marcatori |               |          |                                 |

| La Chaux-de-Fonds 2 ottobre 2021, ore 17:30 CEST 7ª giornata            | La Chaux-de-Fonds | 0 – 4 referto                         | Bulle | Stadio di la Charrière (390 spett.) |
| \| \| \| \| \| \| Marcatori \| 20’ Deschenaux 43’, 59’, 70’ Golliard \| |                   |                                       |       |                                     |
|                                                                         |                   |                                       |       |                                     |
|                                                                         | Marcatori         | 20’ Deschenaux 43’, 59’, 70’ Golliard |       |                                     |

| Bulle 16 ottobre 2021, ore 17:00 CEST 8ª giornata            | Bulle     | 1 – 1 referto | Naters | Stade de Bouleyres (365 spett.) |
| \| \| \| \| \| Deschenaux 84’ \| Marcatori \| 49’ Mujdzic \| |           |               |        |                                 |
|                                                              |           |               |        |                                 |
| Deschenaux 84’                                               | Marcatori | 49’ Mujdzic   |        |                                 |

| Lancy 23 ottobre 2021, ore 17:00 CEST 9ª giornata                             | Lancy     | 2 – 2 referto        | Bulle | Stade de Marignac (320 spett.) |
| \| \| \| \| \| Chentouf 5’ Rahimi 76’ \| Marcatori \| 39’ Edoh 66’ Efendić \| |           |                      |       |                                |
|                                                                               |           |                      |       |                                |
| Chentouf 5’ Rahimi 76’                                                        | Marcatori | 39’ Edoh 66’ Efendić |       |                                |

| Bulle 30 ottobre 2021, ore 16:00 CEST 10ª giornata                                                            | Bulle     | 3 – 4 referto                                   | Echallens | Stade de Bouleyres (460 spett.) |
| \| \| \| \| \| Bersier 9’, 63’ Efendić 90’ \| Marcatori \| 22’, 60’ Trabelsi 68’ Neün 80’ Rushenguziminega \| |           |                                                 |           |                                 |
| |           |                                                 |           |                                 |
| Bersier 9’, 63’ Efendić 90’                                                                                   | Marcatori | 22’, 60’ Trabelsi 68’ Neün 80’ Rushenguziminega |           |                                 |

| Coppet 6 novembre 2021, ore 17:00 CET 11ª giornata                               | Terre Sainte | 0 – 5 referto                                  | Bulle | Centre Sportif des Rojalets (165 spett.) |
| \| \| \| \| \| \| Marcatori \| 11’ Golliard 47’, 69’, 90’ Bersier 79’ Ndebele \| |              |                                                |       |                                          |
|                                                                                  |              |                                                |       |                                          |
|                                                                                  | Marcatori    | 11’ Golliard 47’, 69’, 90’ Bersier 79’ Ndebele |       |                                          |

| Bulle 11 novembre 2021, ore 20:30 CET 12ª giornata | Bulle | 0 – 0 referto | Vevey United | Stade de Bouleyres (480 spett.) |

| Monthey 21 novembre 2021, ore 14:30 CET 13ª giornata                                          | Monthey   | 0 – 5 referto                                               | Bulle | Stade Philippe-Pottier (420 spett.) |
| \| \| \| \| \| \| Marcatori \| 42’ Ndebele 43’ Golliard 73’ Deschenaux 82’ Genoud 89’ Mata \| |           |                                                             |       |                                     |
|                                                                                               |           |                                                             |       |                                     |
|                                                                                               | Marcatori | 42’ Ndebele 43’ Golliard 73’ Deschenaux 82’ Genoud 89’ Mata |       |                                     |

| Losanna 27 novembre 2021, ore 16:00 CET 14ª giornata                             | Team Vaud | 0 – 3 referto                                  | Bulle | Stade Olympique de la Pontaise (150 spett.) |
| \| \| \| \| \| \| Marcatori \| 31’ Deschenaux 62’ (rig.) Bersier 90’ Golliard \| |           |                                                |       |                                             |
|                                                                                  |           |                                                |       |                                             |
|                                                                                  | Marcatori | 31’ Deschenaux 62’ (rig.) Bersier 90’ Golliard |       |                                             |

| Bulle 5 marzo 2022, ore 17:00 CET 15ª giornata | Bulle     | 0 – 1 referto | Thun II | Stade de Bouleyres (475 spett.) |
| \| \| \| \| \| \| Marcatori \| 68’ Ahmed \|    |           |               |         |                                 |
|                                                |           |               |         |                                 |
|                                                | Marcatori | 68’ Ahmed     |         |                                 |

#### ritorno
| Morges 13 marzo 2022, ore 15:00 CET 16ª giornata                                                                    | La Sarraz-Eclépens | 2 – 5 referto                                                    | Bulle | Terrain de La Sarraz - En Gravey (180 spett.) |
| \| \| \| \| \| Elefante 1’, 81’ \| Marcatori \| 40’ Afonso 54’ Bersier 61’ Deschenaux 83’ Desportes 87’ Golliard \| |                    |                                                                  |       |                                               |
| |                    |                                                                  |       |                                               |
| Elefante 1’, 81’ | Marcatori          | 40’ Afonso 54’ Bersier 61’ Deschenaux 83’ Desportes 87’ Golliard |       |                                               |

| Bulle 19 marzo 2022, ore 16:00 CET 17ª giornata                                         | Bulle     | 3 – 1 referto | Chênois | Stade de Bouleyres (400 spett.) |
| \| \| \| \| \| Chatelain 18’ Deschenaux 25’ Golliard 27’ \| Marcatori \| 45’ Bilalli \| |           |               |         |                                 |
|                                                                                         |           |               |         |                                 |
| Chatelain 18’ Deschenaux 25’ Golliard 27’                                               | Marcatori | 45’ Bilalli   |         |                                 |

| Meyrin 14 aprile 2022, ore 20:15 CEST 18ª giornata                         | Meyrin    | 1 – 1 referto         | Bulle | Stade des Arbères (260 spett.) |
| \| \| \| \| \| Bavueza 36’ (rig.) \| Marcatori \| 17’ (rig.) Deschenaux \| |           |                       |       |                                |
|                                                                            |           |                       |       |                                |
| Bavueza 36’ (rig.)                                                         | Marcatori | 17’ (rig.) Deschenaux |       |                                |

| Arbitro: | Jaussi |

|  |           |                                                     |
|  | Marcatori | 45’ Efendić 49’ Deschenaux 58’ (rig.), 83’ Golliard |

| Bulle 9 aprile 2022, ore 16:00 CEST 20ª giornata                                                 | Bulle     | 6 – 0 referto | La Chaux-de-Fonds | Stade de Bouleyres (400 spett.) |
| \| \| \| \| \| Cattin 5’ (aut.) Bersier 7’, 89’ Golliard 49’, 76’ Efendić 60’ \| Marcatori \| \| |           |               |                   |                                 |
|                                                                                                  |           |               |                   |                                 |
| Cattin 5’ (aut.) Bersier 7’, 89’ Golliard 49’, 76’ Efendić 60’                                   | Marcatori |               |                   |                                 |

| Naters 23 aprile 2022, ore 17:00 CEST 21ª giornata | Naters    | 1 – 0 referto | Bulle | Sportanlage Stapfen (210 spett.) |
| \| \| \| \| \| Vašić 49’ \| Marcatori \| \|        |           |               |       |                                  |
|                                                    |           |               |       |                                  |
| Vašić 49’                                          | Marcatori |               |       |                                  |

| Bulle 30 aprile 2022, ore 17:00 CEST 22ª giornata           | Bulle     | 1 – 1 referto | Lancy | Stade de Bouleyres (287 spett.) |
| \| \| \| \| \| Deschenaux 26’ \| Marcatori \| 69’ Aïachi \| |           |               |       |                                 |
|                                                             |           |               |       |                                 |
| Deschenaux 26’                                              | Marcatori | 69’ Aïachi    |       |                                 |

| Echallens 7 maggio 2022, ore 17:00 CEST 23ª giornata | Echallens | 1 – 0 referto | Bulle | Stade des Trois Sapins (350 spett.) |
| \| \| \| \| \| Ianigro 87’ \| Marcatori \| \|        |           |               |       |                                     |
|                                                      |           |               |       |                                     |
| Ianigro 87’                                          | Marcatori |               |       |                                     |

| Bulle 14 maggio 2022, ore 18:00 CEST 24ª giornata                   | Bulle     | 1 – 2 referto          | Terre Sainte | Stade de Bouleyres (370 spett.) |
| \| \| \| \| \| Gafner 18’ \| Marcatori \| 17’ Hysenaj 45’ Ntongo \| |           |                        |              |                                 |
|                                                                     |           |                        |              |                                 |
| Gafner 18’                                                          | Marcatori | 17’ Hysenaj 45’ Ntongo |              |                                 |

| Vevey 21 maggio 2022, ore 17:30 CEST 25ª giornata | Vevey United | 0 – 1 referto | Bulle | Stade de Copet (1 060 spett.) |
| \| \| \| \| \| \| Marcatori \| 6’ Golliard \|     |              |               |       |                               |
|                                                   |              |               |       |                               |
|                                                   | Marcatori    | 6’ Golliard   |       |                               |

| Bulle 28 maggio 2022, ore 16:00 CEST 26ª giornata                              | Bulle     | 2 – 3 referto          | Monthey | Stade de Bouleyres (400 spett.) |
| \| \| \| \| \| Mata 45’ Golliard 61’ \| Marcatori \| 68’, 90’ Lima 86’ Roux \| |           |                        |         |                                 |
|                                                                                |           |                        |         |                                 |
| Mata 45’ Golliard 61’                                                          | Marcatori | 68’, 90’ Lima 86’ Roux |         |                                 |

#### Play-off
| 1º giugno 2022, ore 19:30 CEST Semifinale - andata | Bulle | 4 – 1 | Wohlen |  |

| 4 giugno 2022, ore 17:00 CEST Semifinale - ritorno | Wohlen | 0 – 2 | Bulle |  |

| 8 giugno 2022, ore 20:00 CEST Finale - andata | Tuggen | 0 – 0 | Bulle |  |

| 11 giugno 2022, ore 17:00 CEST Finale - ritorno | Bulle | 4 – 2 | Tuggen |  |

### Coppa Svizzera
| Arbitro: | Carrard |

|             |           |                                                         |
| Gianina 78’ | Marcatori | 18’, 63’, 65’, 73’ Bersier 36’, 82’ Deschenaux 47’ Edoh |

| Arbitro: | Staubli |

|                                   |           |                                         |
| Deschenaux 48’ Zohouri 83’ (aut.) | Marcatori | 9’ (aut.) Genoud 11’ George 94’ Amdouni |

## Statistiche

### Statistiche di squadra
| Competizione   | Punti | In casa | In casa | In casa | In casa | In casa | In casa | In trasferta | In trasferta | In trasferta | In trasferta | In trasferta | In trasferta | Totale | Totale | Totale | Totale | Totale | Totale | DR  |
| Competizione   | Punti | G       | V       | N       | P       | Gf      | Gs      | G            | V            | N            | P            | Gf           | Gs           | G      | V      | N      | P      | Gf     | Gs     | DR  |
| -------------- | ----- | ------- | ------- | ------- | ------- | ------- | ------- | ------------ | ------------ | ------------ | ------------ | ------------ | ------------ | ------ | ------ | ------ | ------ | ------ | ------ | --- |
| Prima Lega     | 48    | 13      | 6       | 3       | 4       | 30      | 14      | 13           | 8            | 3            | 2            | 33           | 9            | 26     | 14     | 6      | 6      | 63     | 23     | +40 |
| Coppa Svizzera | -     | 1       | 0       | 0       | 1       | 2       | 3       | 1            | 1            | 0            | 0            | 7            | 1            | 2      | 1      | 0      | 1      | 9      | 4      | +5  |
| Play-off       | -     | 2       | 2       | 0       | 0       | 8       | 3       | 2            | 1            | 1            | 0            | 2            | 0            | 4      | 3      | 1      | 0      | 10     | 3      | +7  |
| Totale         | 48    | 16      | 8       | 3       | 5       | 40      | 20      | 16           | 10           | 4            | 2            | 42           | 10           | 32     | 18     | 7      | 7      | 82     | 30     | +52 |

### Andamento in campionato
| Giornata  | 1 | 2 | 3 | 4 | 5 | 6 | 7 | 8 | 9 | 10 | 11 | 12 | 13 | 14 | 15 | 16 | 17 | 18 | 19 | 20 | 21 | 22 | 23 | 24 | 25 | 26 |
| --------- | - | - | - | - | - | - | - | - | - | -- | -- | -- | -- | -- | -- | -- | -- | -- | -- | -- | -- | -- | -- | -- | -- | -- |
| Luogo     | C | T | C | T | C | C | T | C | T | C  | T  | C  | T  | T  | C  | T  | C  | T  | T  | C  | T  | C  | T  | C  | T  | C  |
| Risultato | V | N | V | V | V | V | V | N | N | P  | V  | N  | V  | V  | P  | V  | V  | N  | V  | V  | P  | N  | P  | P  | V  | P  |
| Posizione | 5 | 5 | 4 | 3 | 1 | 1 | 1 | 1 | 1 | 1  | 1  | 2  | 2  | 1  | 3  | 3  | 3  | 3  | 3  | 2  | 2  | 2  | 3  | 3  | 3  | 3  |

Legenda:

Luogo: C = Casa; T = Trasferta. Risultato: V = Vittoria; N = Pareggio; P = Sconfitta.